# Dicranomyia (Dicranomyia) marshalli
Dicranomyia (Dicranomyia) marshalli is een tweevleugelige uit de familie steltmuggen (Limoniidae). De soort komt voor in het Afrotropisch gebied.